# Palais Königsfeld
Das Palais Königsfeld ist ein ehemaliger Sitz der gleichnamigen Adelsfamilie in der Innenstadt von Landshut. Der Bau liegt nahe dem Palais Pfetten und direkt neben einem weiteren ehemaligen Adelspalais (Neustadt 515). Nach den ehemaligen Bewohnern ist die angrenzende Königsfeldergasse benannt.

## Geschichte
Der Bau wurde um 1745 im Barockstil neu errichtet. Ab Mitte des 16. Jahrhunderts bis zum Jahr 1790 war es im Besitz der namensgebenden Adelsfamilie Königsfeld. Interessant ist ein Hinweis in einem Kataster aus dem Jahr 1808, der eine nicht öffentliche Hauskapelle erwähnt. Diese Dreifaltigkeitskapelle war nach einem Matrikelbuch des Bistums Freising bereits 1540 mit einem Kaplan besetzt. Am 29. April 1945 wurde das Gebäude von einer Fliegerbombe getroffen und stark zerstört. In den folgenden Jahren musste es zu großen Teilen neu aufgebaut werden. Heute wird es als Wohn- und Geschäftshaus genutzt.

## Beschreibung
Das dreigeschossige Palais mit fünf Fensterachsen in Ecklage zur Königsfeldergasse musste nach dem Zweiten Weltkrieg weitgehend neu aufgebaut werden, verfügt allerdings über eine Fassade mit barockem Volutengiebel aus dem 18. Jahrhundert. Auf diesen ist eine Ädikula mit Muttergottesfigur aufgesetzt.
Das Gebäude ist ein ehemaliges Baudenkmal des Bayerischen Landesamtes für Denkmalpflege.